# シュマリェシュケ・トプリツェ
シュマリェシュケ・トプリツェ（スロベニア語: Šmarješke Toplice）はスロベニア南東部の町およびそれを中心とした基礎自治体で、伝統的にドレンスカ地方に含まれ、現在では南東スロベニア地域に含まれる。集落は温泉としてもよく知られている。シュマリシュケ・トプリツェの地元の教会にはステファノが献じられている。中世に建てられ、18世紀にバロック建築様式に改められた。